# أستراليا والاحتلال الإندونيسي لتيمور الشرقية
كانت أستراليا، وهي جارٌ قريب لكل من إندونيسيا وتيمور الشرقية، الدولة الوحيدة التي اعترفت بضم إندونيسيا لتيمور الشرقية. أيد بعض أفراد الشعب الأسترالي حق تيمور الشرقية بتقرير مصيرها، ودعموا بقوة حركة الاستقلال داخل أستراليا. رأت الحكومة الأسترالية أن هناك حاجة إلى الاستقرار وتشكيل علاقات جيدة مع جارتها إندونيسيا. ومع ذلك فقد تعرضت لانتقادات من بعض الأوساط، إذ انتقدها شانانا غوسماو (زعيم حزب فريتيلين) لوضعها تلك القضايا فوق حقوق الإنسان. في عام 1998، غيرت حكومة هوارد موقفها ودعمت حق تيمور الشرقية في تقرير مصيرها، مما أدى إلى إجراء استفتاء شهد حصول تيمور الشرقية على استقلالها.

## الردود الحكومية

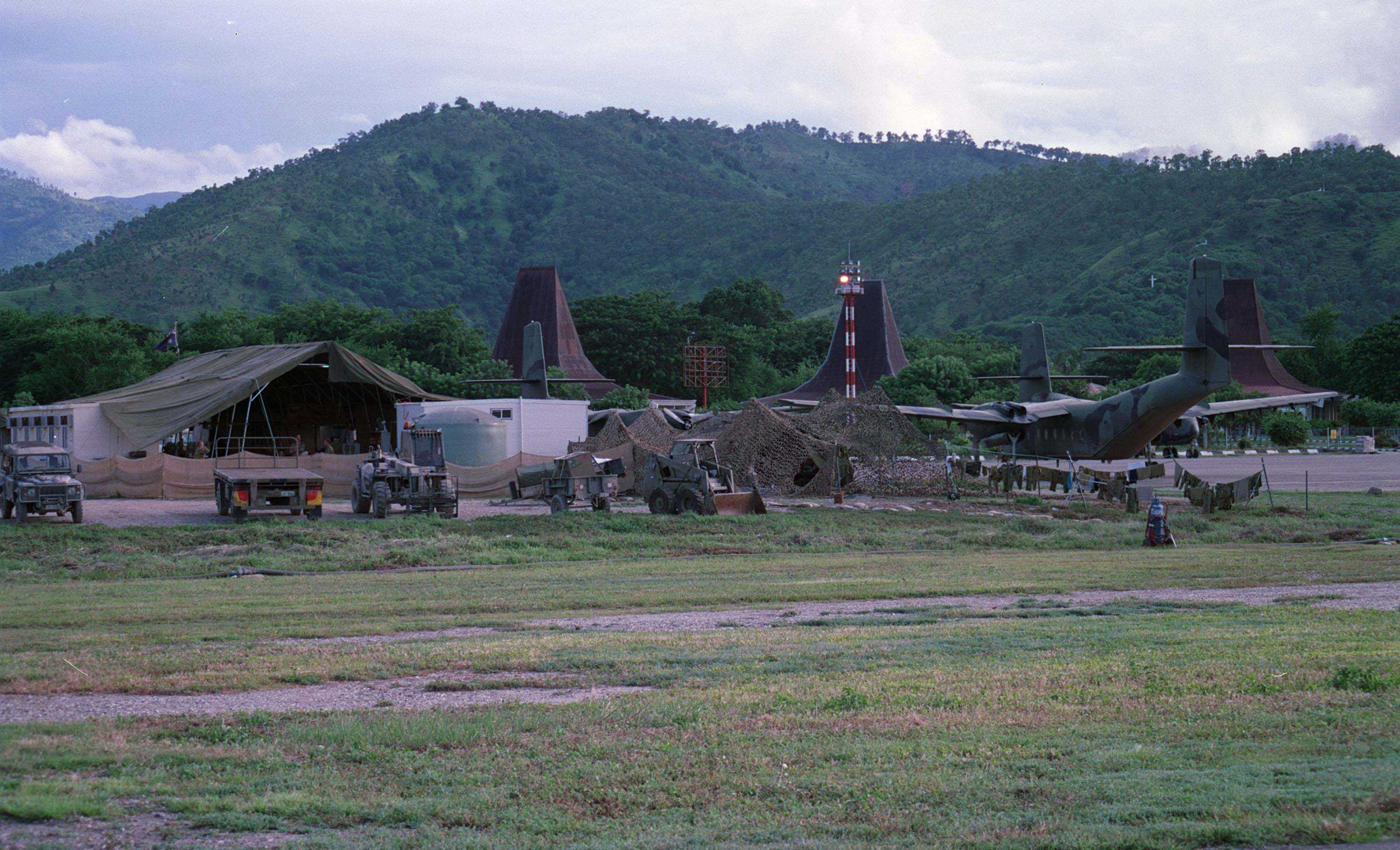
الجيش الأسترالي في تيمور الشرقية.

### حقبة حكومة وايتلام 1974 – 1975
هناك عدد من الأسباب التي جعلت حكومة وايتلام تدعم ضم إندونيسيا لتيمور الشرقية. قال وايتلام، متحدثًا إلى هيئة البث الأسترالية (إيه بي سي)، إن حكومته تؤيد إلى حد ما الرأي القائل بأن تيمور الشرقية غير قادرة على الاستقلال كدولة بحد ذاتها. بالإضافة إلى ذلك، كانت هناك مخاوف أولية من احتمالية تشكيل حكومة شيوعية في تيمور الشرقية من قِبل التيموريين، بعد انسحاب البرتغاليين. جعل هذا الاحتمال حكومة وايتلام تنظر بإيجابية إزاء الضم الإندونيسي، وأعرب وايتلام عن رغبته هذه لسوهارتو في زيارة له عام 1974.
قال مايكل سالا، الذي كتب في المجلة الأسترالية للشؤون الدولية، إن وايتلام فهم القضية وفسرها في إطار مناهض للاستعمار. قال وايتلام نفسه إن «تقسيم جزيرة تيمور ليس إلا حدثٌ من تاريخ الاستعمار الغربي». كان هناك أيضًا مخاوف من أن تؤدي الحرب الأهلية الممتدة إلى خسائر كبيرة في الأرواح على مدى فترة طويلة، كما حدث في أنغولا، وهي مستعمرة برتغالية سابقة أخرى. أسس وايتلام إلى حد ما منطق الضم ودعمه، واستمر في ذلك لاحقًا رؤساء الوزراء الأستراليون وحكوماتهم. بالإضافة إلى ذلك، رأت الحكومة الأسترالية الرغبة في السلام في منطقة الآسيان (رابطة دول جنوب شرق آسيا). قال نيكولاس كلار، الذي كتب حول رد وايتلام على الغزو الإندونيسي، إن وايتلام كان قلقًا أيضًا من إمكانية انتشار ثورةٍ من خلال الحركات الانفصالية في جميع أنحاء إندونيسيا، مسببةً ما يُعرف بتأثير الدومينو الذي قد يؤدي إلى بلقنة إندونيسيا في عدة دول صغيرة. وفقًا للمؤرخ لوك ميللر، أشارت وثائق ويكيليكس إلى وجود بعض الأدلة المحتملة على تقديم أستراليا لمعلومات استخباراتية إلى إندونيسيا حول البرتغال قبل الغزو، من أجل الحد من سوء التفاهم حول الوضع بين البلدين.
رأى البعض أن التعليقات الصادرة عن حكومة وايتلام لربما شجعت نظام سوهارتو على غزو تيمور الشرقية، وكتب مايكل سميث، ضابط سابق في الجيش، ونائب قائد إدارة الأمم المتحدة الانتقالية في تيمور الشرقية، أن الغزو حصل على «موافقة ضمنية من أستراليا والولايات المتحدة» على الأقل. رغم ذلك، ورغم الرأي العام المؤيد للضم، صوتت الحكومة الأسترالية في عام 1975 لصالح قرارٍ للأمم المتحدة يدين الغزو.
خلال الفترة التي سبقت الغزو الإندونيسي لتيمور الشرقية في عام 1975، دفعت المخابرات الأسترالية لرجل الأعمال الأسترالي فرانك فافارو المقيم في ديلي مقابل الحصول على معلومات عن التطورات السياسية المحلية. أدى تسريب هويته في أواخر عام 1975 إلى حدوث مواجهة بين رئيس الوزراء آنذاك غوف وايتلام ورئيس وكالة الاستخبارات السرية الأسترالية بيل روبرتسون، مما أدى إلى إقالة مدير وكالة الاستخبارات في 21 أكتوبر 1975، وبدأ سريان الإقالة في 7 نوفمبر. اعترض بيل روبرتسون على سبب إقالته في وثائق رُفعت إلى الأرشيف الوطني عام 2009.